# Antoforinos
Os Antoforinos (Anthophorini) são uma grande tribo da família Apidae, com mais de 750 espécies em todo o mundo que eram anteriormente classificadas na família Anthophorini; a grande maioria das espécies estão nos gêneros Amegilla e Anthophora. Todas as espécies são solitárias, embora muitas se aninhem em grandes agregações. Quase todas as espécies fazem ninho no solo; as larvas se desenvolvem em células com revestimento impermeável, não fazendo casulos. As espécies desta tribo são muitas vezes chamadas de abelhas cavadoras, embora este nome comum às vezes seja aplicado também aos indivíduos da tribo Centridini.
As características utilizadas para definir este grupo são sutis, mas elas não deixam de ser bastante reconhecíveis; elas são geralmente grandes (até 3 cm), muito robustas, com muitos pelos, com faces visivelmente salientes, e a posição apical das asas são repletas de papilas microscópicas. O abdomen geralmente possui faixas, e em muitas espécies de Amegilla no Velho Mundo (Europa, Ásia e África), essas faixas são de cor azul metálico. As asas muitas vezes parecem desproporcionalmente curtas em comparação com outras abelhas, e o zumbido que fazem ao voar é muitas vezes como um gemido agudo. Os machos têm geralmente marcas faciais brancas ou amarelas, e/ou patas modificadas.